# Cirrhilabrus walindi
Cirrhilabrus walindi là một loài cá biển thuộc chi Cirrhilabrus trong họ Cá bàng chài. Loài này được mô tả lần đầu tiên vào năm 1996.

## Từ nguyên
Từ định danh walindi được đặt theo tên gọi của khu nghỉ dưỡng Walindi Plantation, tọa lạc ven vịnh Kimbe (đảo New Britain, Papua New Guinea), nơi mà mẫu định danh của loài cá này được thu thập. Tác giả Allen đã nghỉ chân tại Walindi trong hai cuộc khảo sát của ông vào năm 1994 và 1996, và khu nghỉ dưỡng này đã hỗ trợ về mặt hậu cần cho Allen trong cả hai lần đó.

## Phạm vi phân bố và môi trường sống
C. walindi được tìm thấy ở vùng biển phía đông bắc Papua New Guinea và tại quần đảo Solomon. Chúng sống gần các rạn san hô trên nền đá vụn và cát ở độ sâu khoảng 10–65 m.

## Mô tả
Chiều dài lớn nhất được ghi nhận ở C. walindi là 7 cm. Cá đực có màu trắng đến màu hồng tím, sẫm màu hơn ở vùng lưng. Vây lưng, vây hậu môn và vây bụng có màu vàng, được viền màu xanh lam ánh kim ở rìa; vây ngực trong suốt; vây đuôi có các vệt màu xanh óng. Có hai vệt đen nổi bật ở trên vây lưng. C. walindi và Cirrhilabrus cenderawasih có kiểu hình khá giống nhau, nhưng C. cenderawasih có đến 4–5 đốm đen lớn dọc lưng và lan rộng sang vây lưng.
Số gai ở vây lưng: 11; Số tia vây ở vây lưng: 9; Số gai ở vây hậu môn: 3; Số tia vây ở vây hậu môn: 9; Số gai ở vây bụng: 1; Số tia vây ở vây bụng: 5.

## Phân loại học
Ngoài C. cenderawasih, C. walindi còn có quan hệ họ hàng rất gần với Cirrhilabrus marjorie. Cá cái của ba loài này có kiểu hình rất giống nhau nên khó mà phân biệt được. Việc xác định cá cái của loài nào thường được quan sát dựa vào sự xuất hiện của cá đực trong bầy nếu chúng có cùng phạm vi phân bố.

## Thương mại
C. walindi được thu thập trong ngành buôn bán cá cảnh, nhưng đã giảm dần về sau này.